# General Electric F414
General Electric F414 je dvouproudový motor s přídavným spalováním vyráběný společností GE Aviation. Poskytuje tah 22 000 liber (98 kN). F414 vychází z hojně rozšířeného motoru F404 používaného např. v letounu McDonnell Douglas F/A-18 Hornet. Oproti verzi je však zvětšen pro použití v letounu Boeing F/A-18E/F Super Hornet. Byl vyvinut z verze F412 bez přídavného spalování, která byla zamýšlená pro letoun A-12 Avenger II.

## Použití
- Boeing F/A-18E/F Super Hornet
- EADS Mako/HEAT
- HAL Tejas Mark II[2]
- HAL AMCA
- HAL TEDBF
- KAI KF-21 Boramae
- Lockheed Martin X-59 QueSST
- Saab JAS 39E/F Gripen

## Specifikace (F414-400)
Data - GE Aviation and Deagal.com

### Technické údaje
- Typ: dvouproudový motor s přídavným spalováním
- Délka: 391 cm
- Průměr: 89 cm
- Hmotnost:  1 110 kg max.

### Součásti motoru
- Kompresor: axiální, 3 stupně dmychadla a 7 stupňů kompresoru
- Spalovací komora: prstencový typ
- Turbína: jednostupňová vysokotlaká a jednostupňová nízkokotlaká

### Výkony
- Maximální tah:
  - 13 000 lbf (57,8 kN)
  - 22 000 lbf (97,9 kN) s přídavným spalováním
- Celkový poměr stlačení: 30:1
- Průtok/hltnost vzduchu: 170 lb/s (77,1 kg/s)
- Poměr tah/hmotnost: 9:1